# Jean Stafford (schrijver)

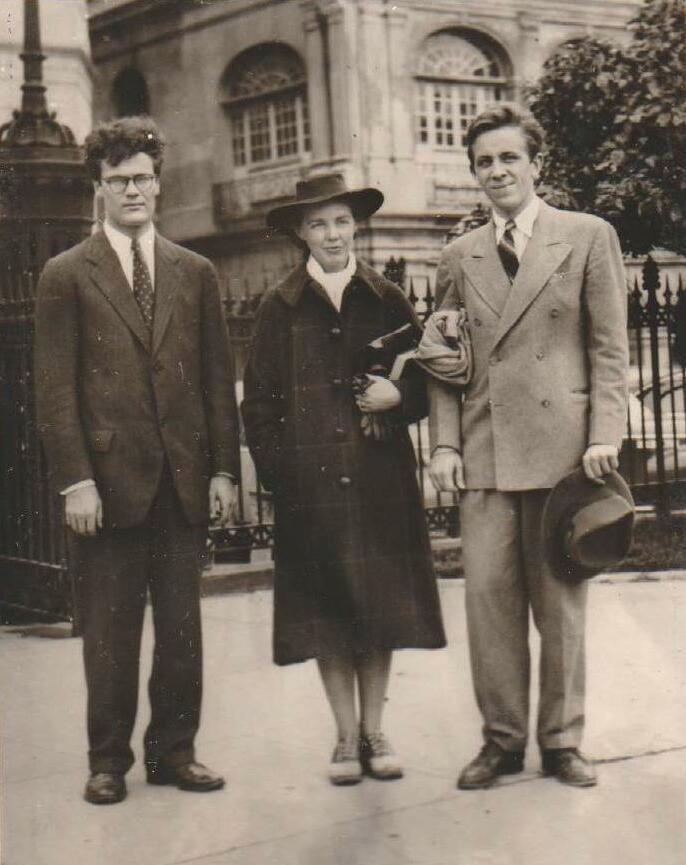
Jean Stafford, samen met haar man Robert Lowell (links) en Peter Taylor (rechts). Foto uit 1941

Jean Stafford (Californië, 1 juli 1915 - 26 maart 1979) was een Amerikaans schrijfster.
Stafford werd geboren in Californië. Ze debuteerde in 1944 met Boston adventure en schreef vele kinderboeken en kritieken. Ze maakte naam door haar subtiele waarnemingen van de onderlinge spanningen tussen menselijke contacten.
Een liefde op het land is een van haar korte observaties.
In 1970 werd de Pulitzerprijs voor literatuur aan haar toegekend voor The Collected Stories of Jean Stafford.
- Bibsys: 90543670
- Biblioteca Nacional de España: XX5411624
- Bibliothèque nationale de France: cb12053779d (data)
- Catàleg d'autoritats de noms i títols de Catalunya: 981058512485106706
- CiNii: DA02342854
- Gemeinsame Normdatei: 119100630
- International Standard Name Identifier: 0000 0001 0933 5294
- Library of Congress Control Number: n50053704
- MusicBrainz: 09488df7-1907-41d0-b33e-a18243b405a5
- Nationale bibliotheek van Australië: 35519101
- Nationale Bibliotheek van Israël: 987007268330705171
- Nationale Bibliotheek van Polen: a0000002813496
- Nederlandse Thesaurus van Auteursnamen: 07130682X
- Réseau des bibliothèques de Suisse occidentale: 02-A023819448
- Istituto Centrale per il Catalogo Unico: TO0V183046
- SNAC: w6v989jm
- Système universitaire de documentation: 028146085
- Virtual International Authority File: 109645819
- WorldCat: E39PBJrcp3wjTJVT8Jk7xMBQMP